# Inga Lindström: Sommer der Erinnerung
Sommer der Erinnerung ist ein deutscher Fernsehfilm von Udo Witte aus dem Jahr 2011. Er ist Bestandteil des ZDF-Herzkino-Sonntagsfilms und der 42. Film der Inga-Lindström-Reihe nach der gleichnamigen Erzählung von Christiane Sadlo. Die Hauptrollen sind mit Denise Zich, Ralf Bauer, Ursela Monn und Jürgen Heinrich besetzt.

## Handlung
Als Anja nach Hause kommt, erwischt sie ihren Verlobten Erik mit einer anderen Frau im Bett. Sie stürmt aus dem Haus, Erik folgt ihr und versucht ihr zu erklären, wie es dazu kommen konnte. Anja hat es aber satt und sagt ihm klar, dass sie nichts mehr mit ihm zu tun haben will. Als sie ihm den Verlobungsring zurückgeben will, bekommt sie ihn aber nicht von ihrem Finger. Sie verlässt Stockholm um auf dem Land nach einer neuen Stelle Ausschau zu halten, dabei beobachtet sie auf der Überfahrt mit der Fähre, wie ein paar Personen auf einem Fischerboot um jemanden trauern. In Trinntorp angekommen, stellt sie sich beim Chefredakteur der lokalen Zeitung Gunnar Svahnström vor. Da sie über das Wochenende bleiben will, empfiehlt Gunnar ihr, sich bei Marias Pension umzusehen. Anja gefällt es auf Anhieb bei Maria, sie finden auch sofort einen guten Draht zueinander. Maria leiht ihr ein Fahrrad, damit Anja die Gegend erkunden kann, doch sie kommt nicht weit, weil ihr die Kette herausspringt. Alexander – Marias Mann – kommt ihr glücklicherweise zu Hilfe. Alexander erzählt ihr, dass er lange zur See gefahren ist, da versucht Anja etwas über die Szene auf dem Fischerboot, die sie beobachtet hat, herauszufinden. Aber Alexander schweigt. Wieder zurück bei Maria lernt sie den Maler Arnulf Svensson kennen.
Am Abend lernt Anja Niklas kennen, eine der Personen auf dem Boot. Auf der Bank, auf die sie sich setzen, ist K + N eingeschnitzt, Anja will von Niklas wissen, wer K ist, er weicht aber aus. So spricht sie Maria darauf an; sie erklärt ihr, dass K für Kasja steht, die Frau von Niklas, die vor zwei Jahren bei einem Rettungseinsatz als Ärztin beim Seenotrettungsdienst tödlich verunglückt ist. Niklas lebt jetzt mit seinem Sohn Kalle und seiner Schwägerin Jessica zusammen. Jessica hilft Niklas im Haus und mit seinem Sohn, eigentlich wäre sie gerne mehr als nur die Schwägerin, aber Niklas sieht sie als gute Freundin. Anja recherchiert im Internet über den Fall von Kasja, um mehr zu erfahren. Am nächsten Tag geht sie auf die Redaktion, um mit Gunnar über Kasja zu sprechen und schlägt vor, einen Artikel darüber zu schreiben. Gunnar lehnt aber ab, weil er die alten Sachen ruhen lassen will. Sie geht zum Hafen und trifft dort auf Magnus, den Mann, der den Rettungseinsatz verschuldet hatte. Er erzählt ihr die Geschichte aus seiner Sicht. Auch er will nicht, dass die Geschichte wieder hervorgeholt wird. Dafür lädt Magnus sie zur Taufe seines jüngsten Enkels ein.
Zurück im Ort trifft Anja wieder auf Niklas, zufällig haben beide das gleiche eingekauft. Bei einem Picknick am Strand erklärt Niklas ihr sein Verhältnis zu Jessica und was sie beruflich machen. Er hat Angst, dass sie ihn für einen Artikel aushorchen will, aber Anja versichert ihm, dass es ein rein privates Gespräch ist. Wieder in der Pension, beklagt sich Alexander über seine Frau und ihre Unterstützung für den Maler Arnulf. Beim Joggen am nächsten Morgen kommt Anja am Bootshaus von Alexander vorbei, er lädt sie zum Fischen ein. Nun erzählt auch er ihr seine Sicht der Geschichte um den Tod von Kasja. Er war damals der Bootsführer auf dem Rettungsboot. Kalle spricht mit seiner Tante Jessica darüber, ob sie wieder an die Uni gehen will. Sie verneint aber, sie möchte, dass alles so bleibt wie es jetzt ist. Anja kommt dazu, weil sie eine Einladung von Maria für das Krebsfest überbringen soll.
Am Krebsfest bittet Anja Maria, ihre Krebse wieder freizulassen. Kalle findet das eine gute Idee und macht mit. Als Anja danach mit Niklas tanzt wird Jessica eifersüchtig und schüttet ihm wie zufällig beim Vorbeigehen ihren Drink übers Hemd. In der Küche sieht Niklas ein Bild mit seinem besten Freund Olaf als Kind und einer kleinen Statue. Maria erzählt ihm, was es damit auf sich hat, und dass es sich um eine Fruchtbarkeitsgöttin handeln soll. Anja spricht mit Kalle über seine Mutter und erzählt ihm, dass alle im Dorf seine Mutter für eine Heldin halten. Als sie danach die Krebse wieder freilassen fällt zunächst Anja, dann auch Niklas ins Wasser. Dabei kommen sie sich näher und küssen sich zum ersten Mal. Während Anja bei Niklas im Haus duscht, schmuggelt Jessica ihr ein Bild in ihre Handtasche, weil sie ihr eins auswischen will. Anja findet danach online im Fundus des Schifffahrtsmuseums in Stockholm die Statue. Sie entschließen sich, sie zurückzuholen, um sie Maria und Alexander zu schenken. Im Museum treffen sie auf zwei Frauen, die kurz nachdem sie dort angefangen haben zu arbeiten, schwanger geworden sind. Bevor sie dann nach Trinntorp zurückkehren möchte Anja noch ein paar Sachen in ihrer Wohnung holen. Dabei kommen sie sich näher, Niklas stößt ungeschickterweise gegen Anjas Tasche, wobei das Bild herausfällt. Er unterstellt ihr, dass sie es für eine Story gestohlen hat, sie versichert ihm, dass sie nicht weiß, wie das Bild in ihre Tasche gekommen ist.
Zurück in Marias Pension zeigt Alexander Anja eine ganze Sammlung von Bildern, die Arnulf gemalt hat und Maria vor ihm versteckt, damit alle glauben, sie wurden verkauft. Anja überrascht Alexander mit der Statue. Arnulf will einen Akt von Maria malen, sie weiß nicht, ob sie soll. Niklas stellt Jessica zur Rede und stellt ihr eine Falle. Dabei verplappert sie sich, womit er weiß, dass Anja wirklich nichts damit zu tun hat. Anja überredet Kalle, einmal mit Magnus zu sprechen, damit er versteht, was für Gewissensbisse den Mann plagen. An der Taufe bietet sich die Gelegenheit dazu. Alexander findet einen Akt von Arnulf und meint, die Frau auf dem Bild sei Maria. Er stellt ihn zur Rede und erzählt ihm auch, dass Maria alle Bilder von ihm gekauft hat. Jessica geht zu Anja und verlangt von ihr, dass sie Niklas in Ruhe lässt. Anja fragt sie, ob sie sich sicher ist, dass Niklas das gleiche für sie empfindet wie sie für ihn. Maria empfiehlt Anja, dass sie mit Niklas darüber spricht, denn nur so wird sie erfahren, was er für Jessica empfindet. Als Jessica von Niklas endlich eine klare Antwort über sie verlangt, gesteht er ihr, dass er sich in Anja verliebt hat. Jessica läuft davon und wird beinahe von einem Lastwagen überfahren. Als sie danach gemeinsam nach Hause gehen und Niklas Jessica in den Arm nimmt, sieht Anja dies von weitem und versteht es falsch. Sie beschließt daraufhin, nach Stockholm zurückzukehren. Niklas fährt ihr noch hinterher, erwischt sie aber nicht mehr.
In Stockholm trifft sich Anja mit Erik zum Essen, sie erzählt ihm von ihren Zukunftsträumen und dass sie ihn wirklich nicht mehr liebt. Dabei geht plötzlich auch der Ring ab. Sie schreibt den Artikel über Kasja und sendet ihn an Gunnar. In diesem Moment klingelt es an der Türe und Niklas steht draußen. Anja kehrt danach mit ihm nach Trinntorp zurück und ist kurz darauf auch schwanger.

## Hintergrund
Sommer der Erinnerung wurde vom 8. August bis zum 2. September 2011 unter dem Arbeitstitel Schiffsmeldungen an Schauplätzen in Stockholm, Nyköping und Umgebung gedreht. Produziert wurde der Film von der Bavaria Fiction GmbH.

## Rezeption

### Einschaltquote
Die Erstausstrahlung am 8. Januar 2012 im ZDF wurde von 6,61 Millionen Zuschauern gesehen, was einem Marktanteil von 16,8 % entspricht.

### Kritiken
Die Kritiker der Fernsehzeitschrift TV Spielfilm zeigten mit dem Daumen geradeaus und fassten den Film mit den Worten „TV-Kitsch, aber ganz sympathisch gespielt“ kurz zusammen.
Rainer Tittelbach von Tittelbach.tv meinte dazu „Sommer der Erinnerung ist eines der besseren ZDF-Schwedenhäppchen. Eine gewisse Tiefe in den Figuren wird angedeutet und die Konfliktlagen sind nicht völlig weltfremd. Die melodramatischen Augenblicke sind fein akzentuiert.“ und „Den Figuren ist das Genre nicht ins Gesicht geschrieben. Sinnbilder und Symbole geben der Erzählung eine gewisse Dichte. Überdurchschnittlich für Lindström auch die Besetzung!“